# Hwaa
"Hwaa" (em Hangul, 화(火花); lit. "Hwa(Spark)") é uma canção gravada pelo grupo feminino sul-coreano (G)I-dle, lançada em 11 de janeiro de 2021 pela Cube Entertainment e Republic Records como o primeiro single de seu quarto EP intitulado I Burn. A música foi escrita por Soyeon, a líder do grupo, e co-produzida pela Pop Time.
Seu título original, 화 (火花), é composto por uma fonte coreana e uma chinesa, onde ambas são traduzidas como a expressão "Hwaa". Em coreano, isso se traduz como "raiva" (화, anger) ou "flor" (花, flower), enquanto em chinês significa "queimar" (火, burn) ou "faísca" (火花, spark).

## Antecedentes e lançamento
Em 9 de dezembro de 2020, Newsen informou que (G)I-dle estaria fazendo um retorno em meados de janeiro de 2021, o que foi subsequentemente confirmado pela Cube Entertainment. Isso depois de cinco meses desde o lançamento de seu último single, "Dumdi Dumdi".
Em 30 de dezembro, a lista oficial de músicas contidas no novo álbum intitulado I Burn foi lançada, confirmando que seria composta por seis faixas e que o single principal seria "Hwaa" (Anger, 화, 火花).
Em uma entrevista à revista Marie Claire Korea para a edição de janeiro, Soyeon descreveu a música, "É adequada para o inverno, mas não apenas por causa do frio. De alguma forma, vai gerar calor. Como a sensação de estar coberto por uma nuvem. cobertor grosso em uma sala com a caldeira ligada, mas como as janelas estão abertas, fica frio no rosto."

## Composição e letras
A música foi escrita por Soyeon, a líder do grupo, enquanto a música e os arranjos foram compostos pela própria Soyeon junto com Pop Time.

## Faixas e formatos
- Download e Streaming[6]

1. "Hwaa" — 3:17

## Ficha técnica
- (G)I-dle - vocais
- Soyeon - produção, composição, arranjo de rap, engenharia de áudio
- Pop Time - produção, engenharia de áudio

## Promoção
Em 28 de dezembro, o grupo gravou o programa de variedades do MBC Every 1 Weekly Idol realizado no MBC Dream Center.

## Reconhecimentos
| Programa      | Canal | Data                  | Ref.  |
| ------------- | ----- | --------------------- | ----- |
| Show Champion | MBC M | 20 de janeiro de 2021 | [ 8 ] |

## Histórico de lançamento
| Região | Data                  | Formato                    | Distribuidor                         |
| ------ | --------------------- | -------------------------- | ------------------------------------ |
| Vários | 11 de janeiro de 2021 | Download digital streaming | Cube Kakao M U-Cube Republic Records |